# Persin
Persin je chemická látka ze skupiny polyketidů, derivátů mastných kyselin. Je rozpustná v oleji. Látka se nachází například v avokádu, zejména v listech této rostliny. Pro člověka je persin pravděpodobně neškodný, je však toxický pro většinu domácích zvířat, silně jedovatý je zejména pro papoušky nebo kanárky. Intoxikace těchto zvířat avokádem většinou končí smrtí. Avokádo by se proto nemělo podávat ani psům nebo kočkám.